# Universidad Myongji
La Universidad Myongji fue fundada en 1948 y se encuentra en Corea del Sur. Su oferta de formación en los campos de la ingeniería, las ciencias y las humanidades. Cuenta con dos campus: uno en Namgajwa-dong, Seodaemun-gu, en el centro de Seúl y el otro en Yongin, a 35 km al sur de Seúl. Se compone de 6 colegios, que abarca 34 departamentos y divisiones, una universidad de postgrado y 8 programas de posgrado especializados.

## Alumnos notables
Park Ji-Sung (박지성), exjugador del Manchester United Football Club.
El actor Park Bo Gum, también los cantantes Lee Donghae y Sungmin ambos del grupo Coreano de K-Pop Super Junior. Y Kim Jong-hyun del grupo Shinee.

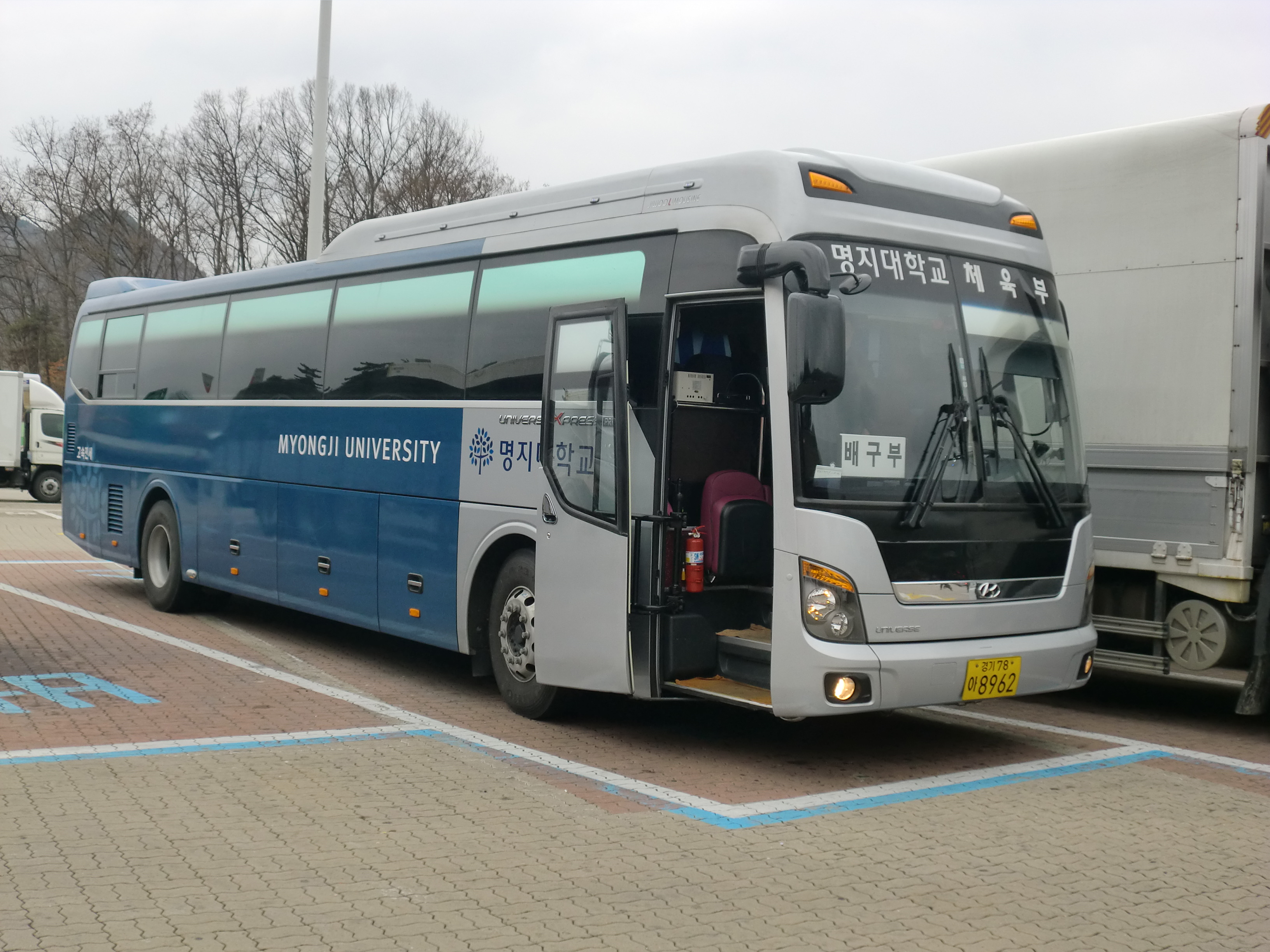
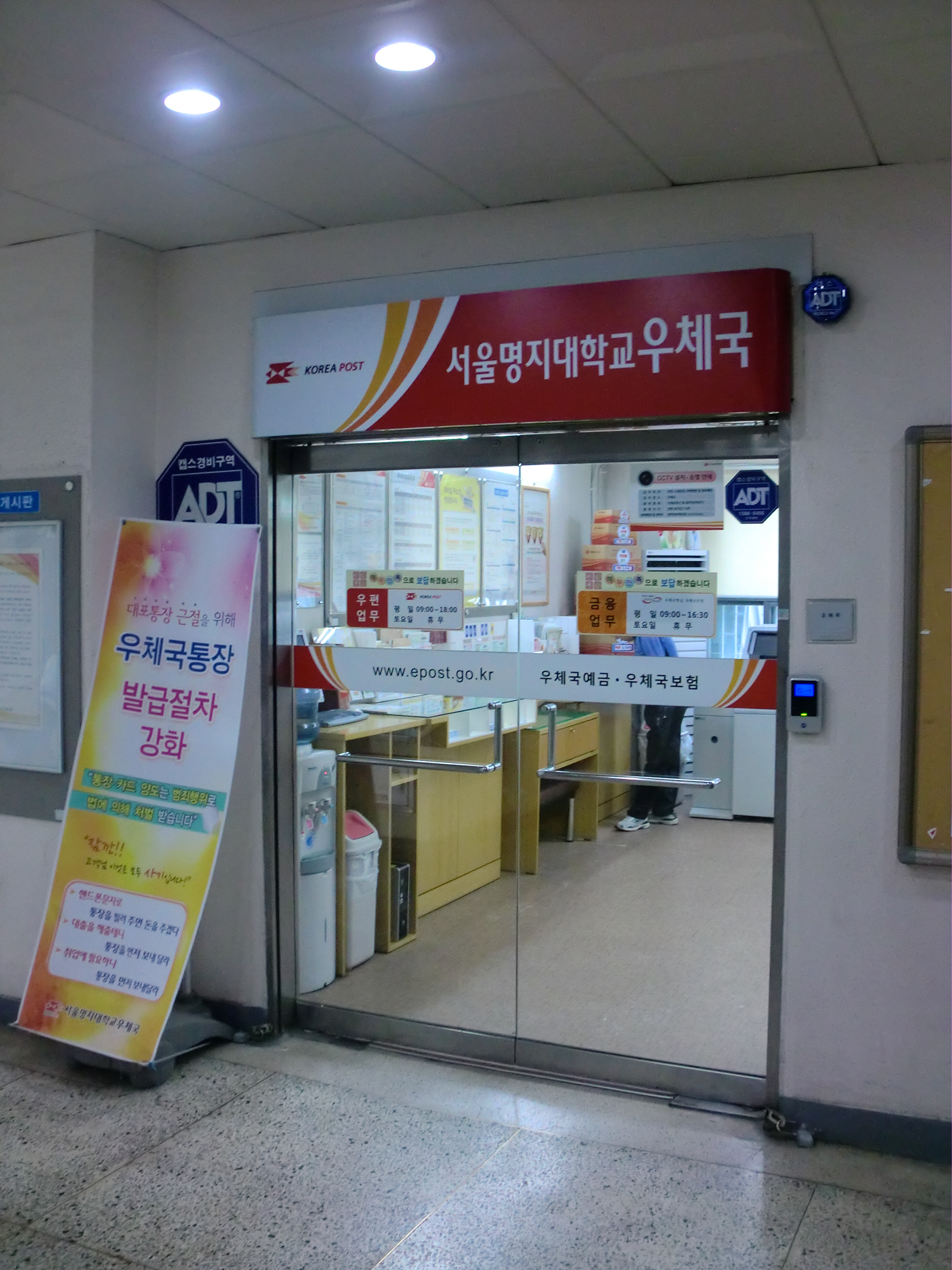
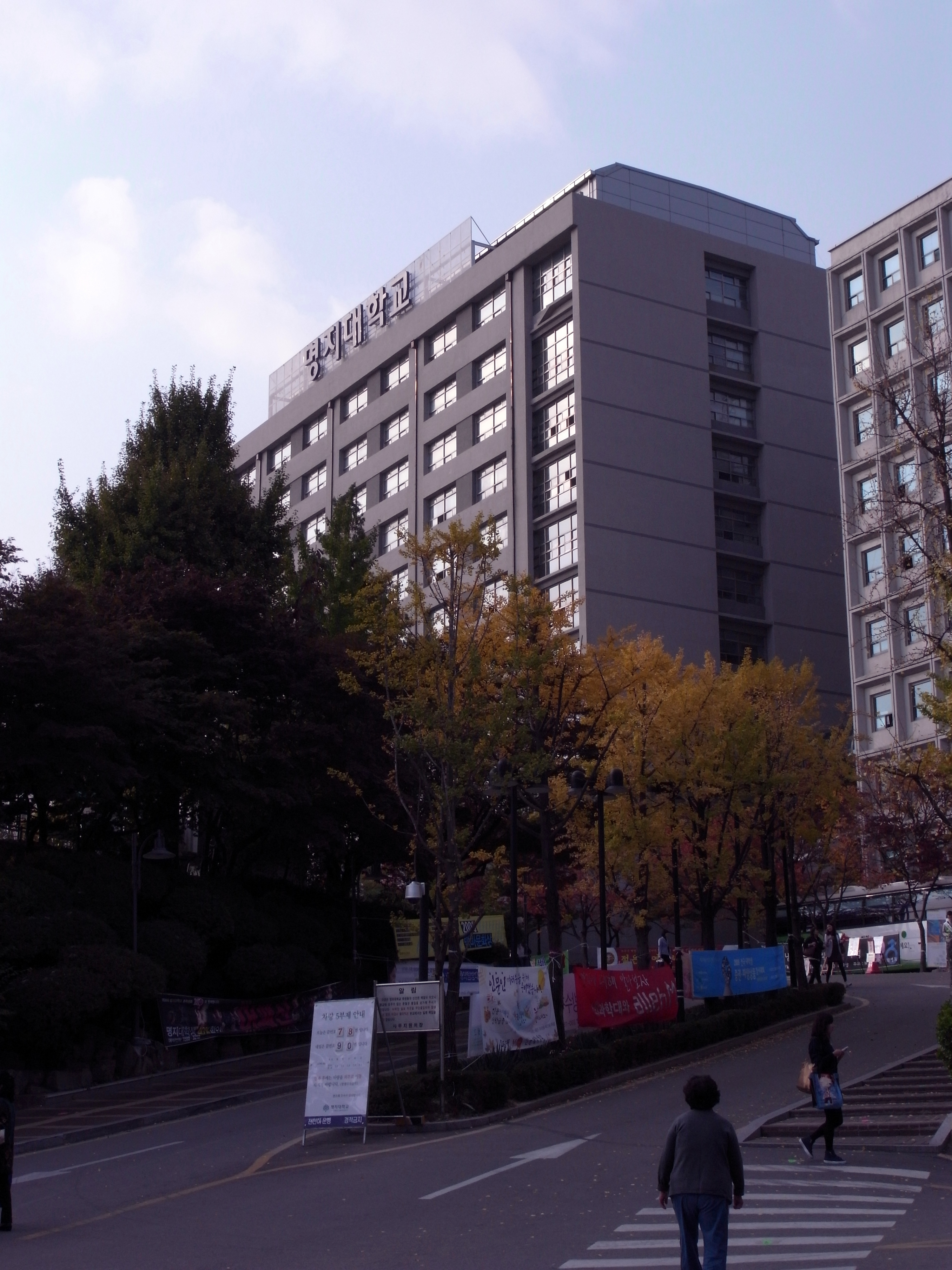